# سیارک ۱۲۳۶۷
سیارک ۱۲۳۶۷ (به انگلیسی: 12367 Ourinhos، نامگذاری:1994CN8) دوازده هزار و سیصد و شصت و هفتمین سیارک کشف شده‌است که در ۸ فوریه ۱۹۹۴ کشف شد.
قدر مطلق سیارک برابر ۱۷.۰ است.